# Daniken (Limburg)

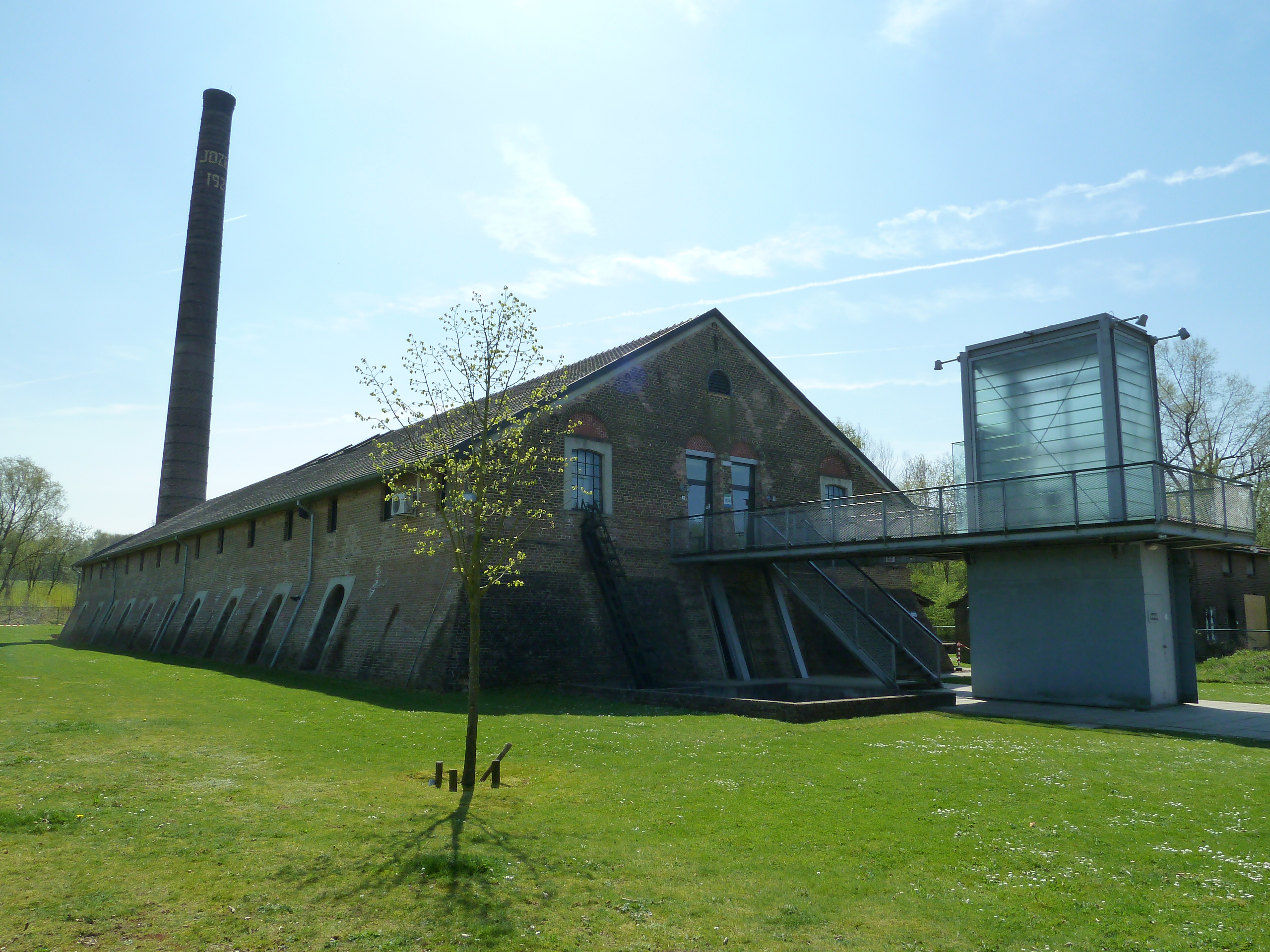
Steenfabriek Plinthos

Daniken (Limburgs: Danike of Danèke) is een buurtschap in de Nederlandse provincie Limburg, die deels ligt in de gemeente Sittard-Geleen en deels in de gemeente Beekdaelen, waar het gehucht en gelijknamige straatnaam geschreven wordt als Daneken. Met ruim vijftig inwoners is Daniken de kleinste buurtschap binnen de gemeente Beekdaelen. Het Beekdaelse gedeelte is meteen ook het grootste deel, en strekt zich uit van Sint-Jansgeleen bij Spaubeek via Sweikhuizen tot aan de voet van de Keldenaer, de verbindingsweg tussen Geleen en Puth. Het gehucht behoort voor een klein deel bij de gemeente Sittard-Geleen. Het betreft hier het gedeelte dat is gelegen tussen het station Geleen Oost en de weg Daniken, waarbij gezien vanuit Geleen het linkergedeelte hoort tot de gemeente Sittard-Geleen en het rechter gedeelte tot de gemeente Beekdaelen. Daniken ligt in het Geleenbeekdal.
Het gebied is geliefd bij de inwoners van Geleen vanwege de aanwezigheid van een uitgestrekt recreatiegebied waaronder het Danikerbos gelegen op de Danikerberg aan de rand van het Plateau van Doenrade. Het is van zeer grote landschappelijke waarde. Niet alleen vanwege het Danikerbos, de door de gemeente Sittard-Geleen onderhouden kinderboerderij en de uitgestrekte wandelpaden, maar ook door de voormalige steenfabriek "Plinthos" (Steenfabriek Sint Jozef) van 1920, waar nu de Mutsaertstichting gezeteld is . Deze steenfabriek is geklasseerd als Rijksmonument.
In Daniken stond vroeger de Danikermolen op de Geleenbeek.
Dorpen: Aalbeek · Amstenrade · Arensgenhout · Bingelrade · Doenrade · Hulsberg · Jabeek · Merkelbeek · Nuth · Oirsbeek · Puth · Schimmert · Schinnen · Schinveld · Sweikhuizen · Vaesrade · Wijnandsrade

Buurtschappen en gehuchten: Bovenste Puth · Brand · Breinder · Brommelen · Daniken (deels) · Douvergenhout · Etzenrade · Gracht · Grijzegrubben · Haasdal · Hegge · Heisterbrug · Helle · Hellebroek · Hommert · Hunnecum · Kamp · Kathagen · Klein-Doenrade · Kleingenhout · Kling · Kruis · Laar · Leeuw · Nagelbeek · Nierhoven · Oensel · Onderste Puth · Op de Bies · Op den Hering · Oppeven · Reuken · Swier · Terstraten · Tervoorst · Thull · Viel · Vink · Wintraak · Wissengracht · Wolfhagen

Limburg: Steden en dorpen      Nederland: Provincies · Gemeenten
Steden: Geleen · Sittard

Dorpen: Born · Buchten · Einighausen · Grevenbicht · Guttecoven · Holtum · Limbricht · Munstergeleen · Obbicht · Papenhoven

Buurtschappen en gehuchten: Abshoven · Daniken · Graetheide · Harrecoven · Rosengarten · Schipperskerk · Windraak

Woonwijken: Baandert · Broeksittard · Geleen-Centrum · Geleen-Noord · Geleen-Zuid · Hondsbroek · Kemperkoul · Kluis · Kollenberg-Park Leyenbroek · Limbrichterveld · Lindenheuvel · Oud-Geleen · Overhoven · Sanderbout · Sittard-Centrum · Stadbroek · Vrangendael

Limburg: Steden en dorpen      Nederland: Provincies · Gemeenten